# Karol Buczek
Karol Buczek ps. Karb, Kaszowski (ur. 26 października 1902 w Kaszowie, zm. 6 lipca 1983 w Krakowie) – polski historyk mediewista, redaktor, działacz ludowy.

## Życiorys
Studiował historię i geografię na Uniwersytecie Jagiellońskim. W 1928 uzyskał doktorat, a w 1936 habilitację. Od 1931 był członkiem Stronnictwa Ludowego. W czasie II wojny światowej działał w ruchu oporu.
Prezes Zarządu Grodzkiego PSL w Krakowie. W 1945 został redaktorem tygodnika „Piast”. Aresztowany w 1946 z przyczyn politycznych (prokurator domagał się dla niego kary śmierci). W 1947 został skazany na 15 lat więzienia i 5 lat pozbawienia praw obywatelskich, zwolniony z więzienia w 1954 ze względu na gruźlicę. W 1956 zawieszono mu karę na 2 lata. W tym samym roku został zastępcą profesora, a w lutym 1957 profesorem nadzwyczajnym w Instytucie Historii PAN. W 1962 nominację profesorską uczonemu zablokował I sekretarz Komitetu Centralnego PZPR – Władysław Gomułka. Uzyskał ją dopiero w 1972. Zrehabilitowany wyrokiem Sądu Najwyższego z 30 sierpnia 1989. 
Został pochowany na Cmentarzu wojskowym przy ul. Prandoty w Krakowie.

## Dzieła
- Książęca ludność służebna w Polsce wczesnofeudalnej (1958),
- Ziemie polskie przed tysiącem lat (zarys geograficzno-historyczny) (1960),
- Dzieje kartografii polskiej od XV do XVIII wieku: zarys analityczno - syntetyczny (1963),
- Targi i miasta na prawie polskim: okres wczesnośredniowieczny (1964),
- Autobiografia mediewisty-polityka (1992),
- Pierwsze biskupstwa polskie (1995),
- Studia z dziejów ustroju społeczno-gospodarczego Polski piastowskiej (2006).

Na prośbę Stanisława Kota napisał hasło mapy Polski do Encyklopedii staropolskiej Brücknera wydanej w 1937.